# Tit Labijen
Tit Labijen (otpr. 100 pr. Kr. - 17 Ožujka 45. pr. Kr.) bio je Cezarov legat i bliski prijatelj iz Galskih ratova. Za vrijeme Cezarovog građanskog rata, Labijen otkazuje lojalnost Cezaru i prelazi na stranu Pompeja. Poginuo je u Bitci kod Munde u provinciji Hispaniji 45. pr. Kr. boreći se uz ostatke pompejevskih snaga.  

## Rani život
O Labijenu nema mnogo podataka prije 63. pr Kr., kada postaje pučki tribun. 59. ili 60. godine prije Krista, postaje pretorom. Vukao je porijeklo iz rimske viteške obitelji, pretpostavlja se iz grada Cinguluma. Razlog za ovakvu pretpostavku je to što je navodno u spomenutom gradu dao izgraditi nekoliko zgrada o vlastitom trošku. Imao je sina Kvinta Labijena. 

## Ratna kampanja u Galiji
Tijekom Cezarovih pohoda po Galiji, Labijen je nakon Gaja Julija Cezara bio druga osoba po hijerahiji. Na početku pohoda postavljan je na dužnost Legata pro praetora U trenutku kad je Cezar nakratko otišao nazad za Italiju, Labijenova glavna preokupacija bila je obrana rimskih fortifikacija na rijeci Rhôni, koje su zadržavale Helvećane od prelaska rijeke, što je uspješno činio.
Tijekom Cezarove kampanje protiv Belga, koje su Rimljani gonili s tri legije, Labijen je zapovjedao IX i X legijom koje su činile lijevo krilo rimske vojske. Istovremeno su Nervijci iznenadili rimske snage blizu Sabisa. Nakon što je porazio Atrebate i razorio neprijateljski kamp, popeo se na jednu uzvisinu s koje je vidio da je desno krilo rimske vojske snažno pritisnuto napadima Nervijaca. Labijen potom izdaje naređenje X. legiji da zaobiđe neprijateljski vojsku i napadne ih odostraga što je preokrenulo bitku i Rimljanima donijelo pobjedu.
U 52. godine pr. Kr. Labijen je zapovjedao četiri legije kod Agedincuma, dok je Cezar otišao sa šest legija prema Gergoviji. Pleme Parišana pripremalo je zamku za rimske snage koje je vodio Labijen, ali ovaj ih je taktičkom varkom doveo u neugodan položaj i na kraju porazio.
Labijen je također sudjelovao u velikoj završnoj Bitci kod Alezije.

## Građanski rat i smrt
Unatoč tome što je bio veoma blizak Cezaru, nakon Cezarovog prelaska Rubikona i početka građanskog rata, Labijen se stavlja na raspolaganje Gneju Pompeju. Ova "izdaja" Cezara i danas je tema o kojoj raspravljaju povjesničari. Blake Tyrell, primjerice, smatra da je razlog za Labijenov prelazak u tabor Optimata bio motivran obranom rimskih državnih tradicija, koje su bile u očitoj suprotnosti s Cezarovim osobnim ambicijama.
Labijen je učestvovao u odluujućoj Bitci kod Farsala 48. pr. Kr. gdje je vodio Pompejevo konjaništvo. Labijenov marš na protivničke redove nesretno je završio jer su upali u zamku četvrtog, skriveni reda pješaka koji su u ključnom trenutku izvadili svoja koplja na koja su se Labijenovi konjanici u jurišu masovno ponabijali, što im je uzrokovalo velike gubitke radi čega su se u konačnici povukli s bojišta. Sama bitka završila je katastrofalnim porazom za Pompejevu vojsku, dok sam Pompej bježi i biva ubijen u Egiptu. 
Labijen odlazi u Hispaniju gdje se anti-cezarovska vojska još jednom okuplja ali je ista poražena u Bitci kod Munde, gdje i sam Labijen pogiba tijekom borbe. 